# 阿南市立福井小学校
阿南市立福井小学校（あなんしりつ ふくいしょうがっこう）は、徳島県阿南市福井町大西にある公立小学校。

## 概要
- 卒業後は阿南市立福井中学校へ進学する。

### 校歌
- 作詞: 滝典通
- 作曲: 阿部智弥

### 活動
- 竹太鼓（小学6年次）[1]

### 部活動
- 野球部

### 通学区域
阿南市
福井町、橘町袴傍示

## 通学区域が隣接している学校
- 阿南市立橘小学校
- 阿南市立新野東小学校
- 阿南市立新野小学校
- 美波町立日和佐小学校
- 美波町立由岐小学校
- 阿南市立椿小学校